# Ohmenhausen
Ohmenhausen ist ein Stadtteil von Reutlingen im Landkreis Reutlingen in Baden-Württemberg. Bezirksbürgermeisterin ist Andrea Fähnle.

## Geographie
Ohmenhausen liegt südwestlich von Reutlingen. Durch den Ort verläuft die Landstraße 384.

## Geschichte
Ohmenhausen wurde im Jahre 1272 als Ummenhusen erstmals urkundlich erwähnt. Der Ort gehörte früher der Reichsstadt Reutlingen. Als Grundherr übte das dortige Spital die niedere Gerichtsbarkeit aus und bezog Umgeld, Abzug, Nachsteuern. Es erwarb im Jahre 1354 einige Höfe im Ort, samt der Mühle von Bronnweiler, von Albrecht von Stöffeln. Im Jahr 1378 wurde Reutlingen endgültig Ortsherr durch Zukauf des anderen Teils, das es von den Herren von Wildenau bezog. Die Wildenauer besaßen ihre Burg bei Rübgarten.
Die Kirche war bis 1697 Filial von Mähringen, bis der Ort durch Vertrag mit Württemberg von der Mutterkirche getrennt und zu einer eigenen Pfarrei erhoben wurde. Der Magistrat der Reichsstadt erhielt das Patronatrecht.
Im Jahre 1787 wurde im Wald von Ohmenhausen ein gräulicher Ehrenmord verübt. Der gefürchtete Räuber Hannikel war einem Abtrünnigen auf der Spur und kam in die Gegend. Christoph „Toni“ Pfister, einst Bandenmitglied, hatte die Seiten gewechselt und war zur württembergischen Armee gegangen. Nun bezahlte er diesen Entschluss mit dem Leben. Daraufhin begann eine große Hetze nach dem Mörder, der schließlich auf der Sarganser Alp gestellt und in Sulz am Neckar erhängt wurde.
In Folge des Reichsdeputationshauptschlusses von 1803 ging Ohmenhausen zusammen mit Reutlingen an das Königreich Württemberg über und wurde somit Teil des neu gegründeten Oberamt Reutlingen. 1824 zählte das evangelische Pfarrdorf 842 Einwohner.
Ab 1938 gehörte Ohmenhausen zum Landkreis Reutlingen. Nachdem eine Zwangseingemeindung – zusammen mit elf weiteren Orten – zu Groß-Reutlingen im November 1948 rückgängig gemacht worden war, schloss sich Ohmenhausen mit Wirkung vom 1. April 1949 freiwillig Reutlingen an.

## Wappen
In Blau eine goldbraune Hutzel (gedörrte Birne).

## Sonstiges
- Neben der evangelischen Kirchengemeinde mit der Martinskirche gibt es noch die katholische Kirchengemeinde St. Johannes und die neuapostolische Gemeinde.
- In der Grundschule Waldschule werden etwa 220 Kinder unterrichtet.
- Die Reutlinger Stadtverkehrsgesellschaft stellt den öffentlichen Personennahverkehr mit den Buslinien 2, 22 und N 4 sicher, die 111 fährt durch die Hohe und Neue Straße, kommend von Gomaringen.
- Als Sportverein bietet der SV 1923 Ohmenhausen e. V. neben einer Fußball Abteilung von Bambini bis A-Jugend und 2 Aktiven Mannschaften sowie einer AH-Mannschaft auch weitere Abteilungen wie Leichtathletik und Freizeitsport, Tennis sowie Frauengymnastik an.

## Regelmäßige Veranstaltungen
- Ohmenhausen feiert jedes Jahr die Maihockete. Es findet traditionell nach der Maibaumaufstellung am 30. April statt.
- Seit vielen Jahren wird im Ort das Dorffest im 4-jährlichen Rhythmus gefeiert, zuletzt 2025.